# Принт-сервер

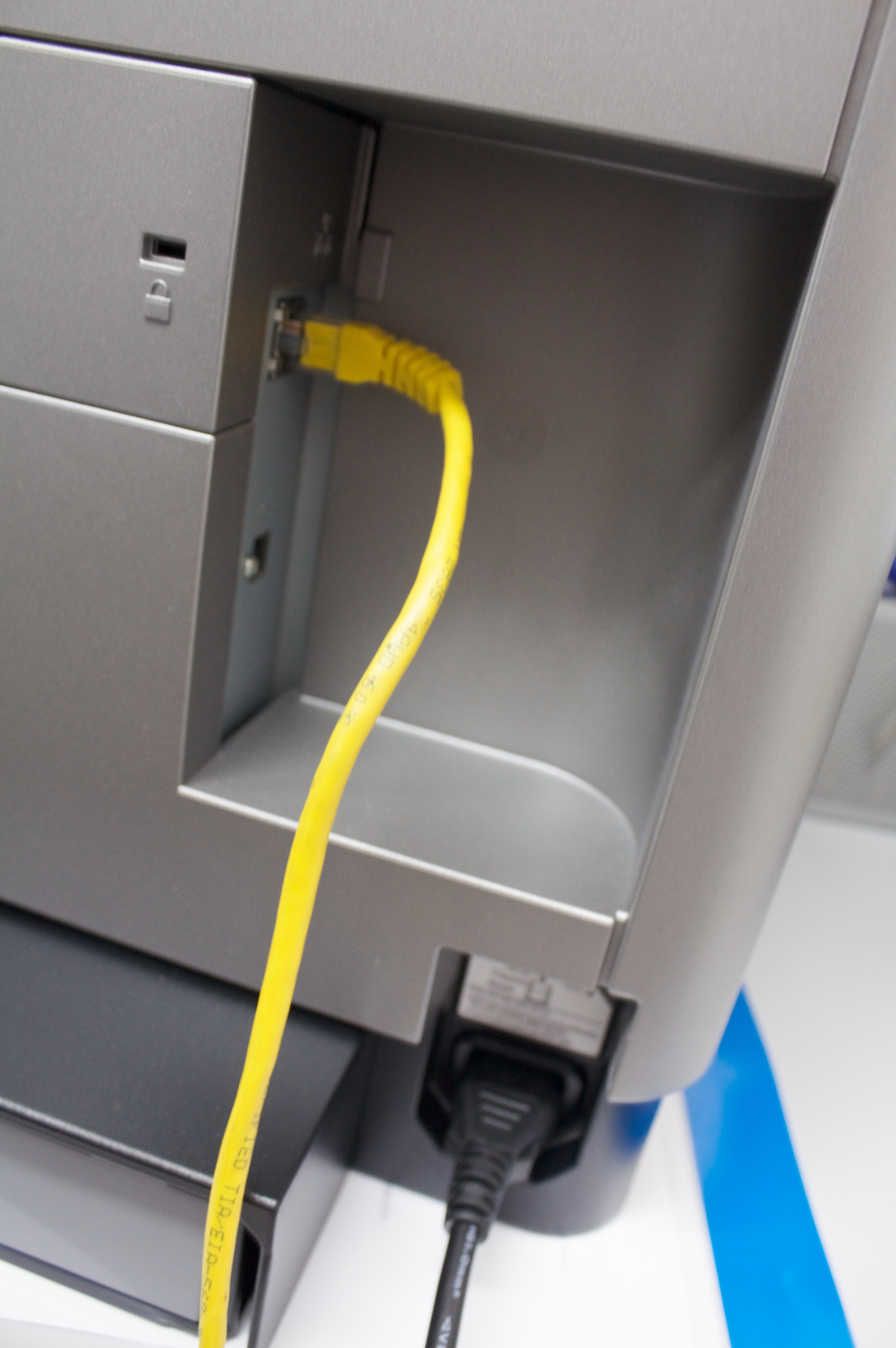
Dell Color Laser Network Printer 1320cn мережевий порт, USB порт, роз'єм живлення

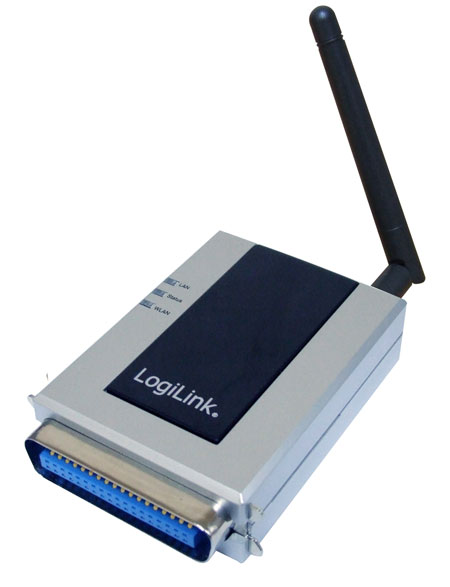
LogiLink wireless print server — бездротовий принт сервер

Принт-сервер або сервер друку (анг. print server — сервер друку) — програмне забезпечення або пристрій, який дозволяє групі користувачів провідних та безпровідних мереж спільно використовувати принтер. Він приймає завдання на друк з комп'ютерів і відправляє на відповідні принтери.
Використання серверів друку має сенс скрізь, де дорогі високопродуктивні принтери або багатофункціональний пристрій (БФП) використовуються кількома робочими місцями, де повинні бути збережені витрати або повинні бути оптимізовані адміністративні завдання та технічне обслуговування.
Сервери друку можуть підтримувати різноманітні стандартні галузеві або власні протоколи друку, включаючи Internet Printing Protocol(IPP), Line Printer Daemon (LPD) protocol, NetWare, NetBIOS/NetBEUI, JetDirect або протоколи з Mainframe або середовища AS/400.
Формат даних друку також відрізняється. В основному дані принтера передаються на Postscript або Printer Command Language (PCL).
Багато сучасних принтерів мають вбудований принт-сервер. Ознакою цього є мережевий порт, який дозволяє підключити мережевий кабель.
Принт-сервер звичайно обладнаний USB 2.0, LPT або COM портом для підключення принтера.

#### Сервери друку

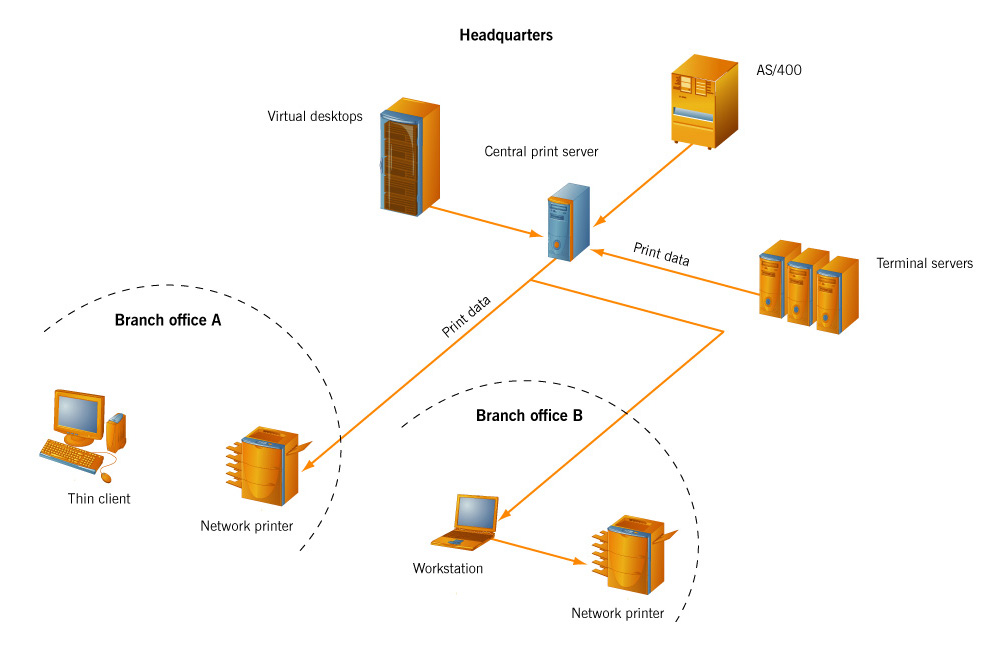
Схема використання мережевого друку

Сервери друку можуть бути програмним забезпеченням у мережевому файловому сервері, розташованому на певній відстані від принтера, або ж це можуть бути виділені внутрішні чи зовнішні пристрої, підключені до принтера.
Внутрішні та зовнішні сервери друку.
Внутрішні сервери друку — де пристрої які вбудовані у сам принтер.
Зовнішні сервери друку — це пристрой підключений до паралельного порту принтера. Сервери друку також можуть бути бездротовими (Wi-Fi).